# (33138) 1998 DQ2
1998 DQ2 (asteroide 33138) é um asteroide da cintura principal. Possui uma excentricidade de 0.14708250 e uma inclinação de 10.15459º.
Este asteroide foi descoberto no dia 20 de fevereiro de 1998 por ODAS em Caussols.